# Deidra Dionne
Deidra Dionne, född den 5 februari 1982 i North Battleford, Kanada, är en kanadensisk freestyleåkare.
Hon tog OS-brons i damernas hopp i samband med de olympiska freestyletävlingarna 2002 i Salt Lake City.